# Radio Malabar

Radio Malabar auf dem gleichnamigen Vulkan ging 1923 auf Sendung. Vor dem Sendergebäude ist das dekorativ gestaltete Kühlwasserbecken zu erkennen.

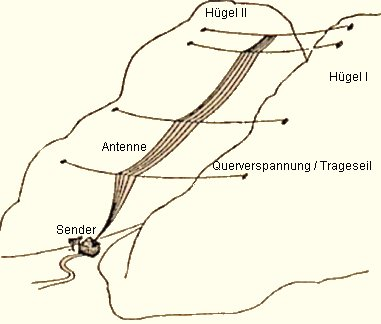
Schematische Darstellung der Antennenanlage.

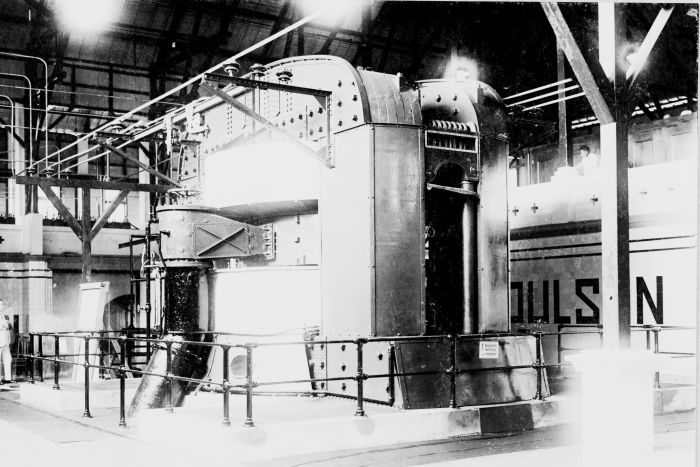
Der mehrere Meter hohe Lichtbogensender (links am Bildrand ein Mensch). Rechts an der Wand bilden Keramikfliesen den Schriftzug „POULSEN“ (5. Mai 1923).

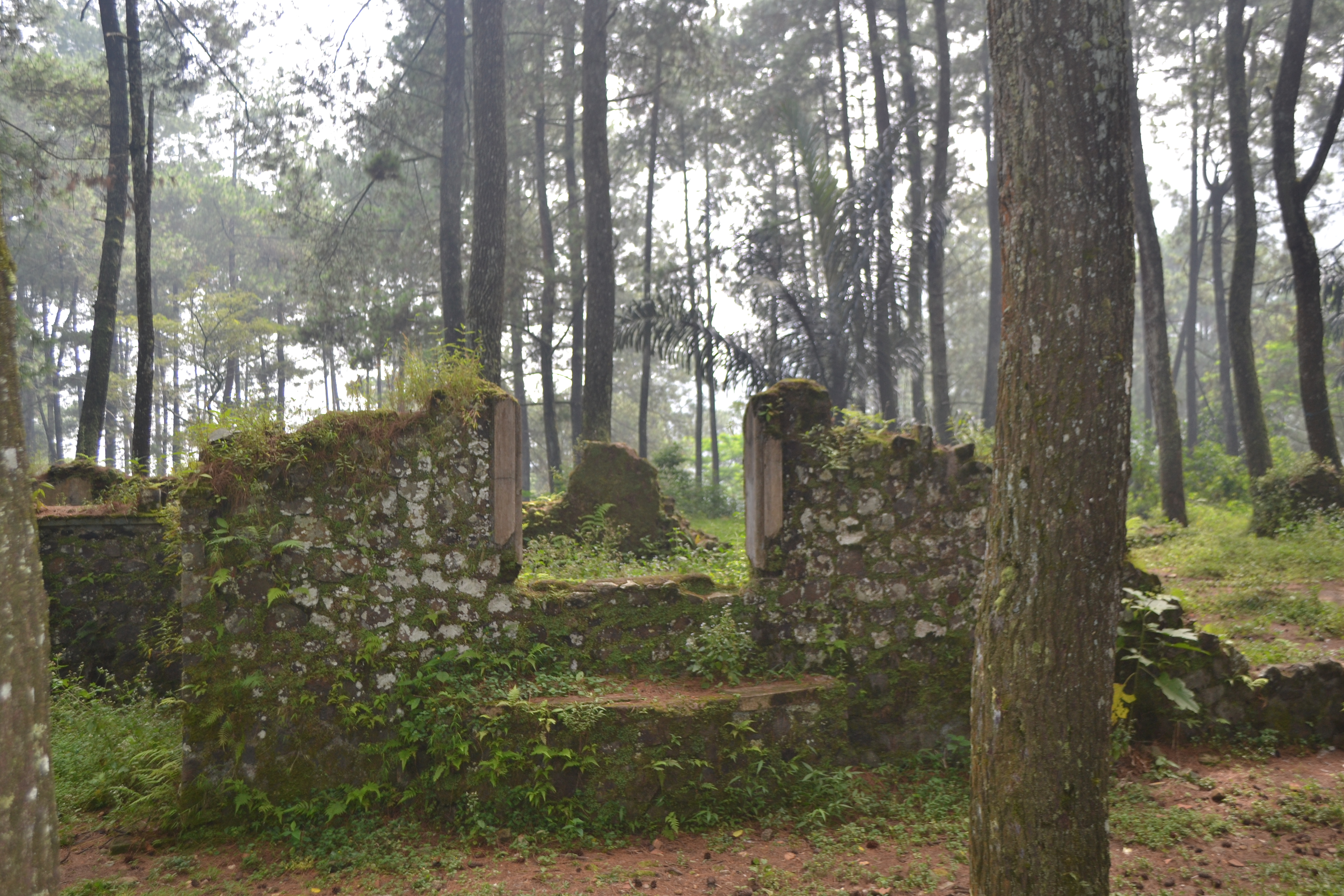
Überbleibsel der Anlage (2019).

Radio Malabar (indonesisch: Stasiun Radio Malabar) war von 1923 bis 1942 eine niederländische Langwellensendeanlage im damaligen Niederländisch-Ostindien. Sie stand etwa 20 km südlich der Stadt Bandung auf dem Malabar, einem Vulkan auf Java in Indonesien.

## Geschichte
Der Sender ging am 5. Mai 1923 in Betrieb (Rufzeichen PKX) und sendete im Langwellenbereich auf 49,2 kHz mit einer Sendeleistung von 2,4 MW. Er war unter der Leitung von C. J. de Groot und Klaas Dijkstra als damals hochmoderner Lichtbogensender nach dem System von Valdemar Poulsen aufgebaut worden. Passend zur Wellenlänge von knapp 6100 m wurde eine sehr lange Flat-Top-Antenne verwendet, die aus sieben jeweils etwa 2 km langen parallel laufenden Drahtseilen bestand, die mithilfe von querlaufenden Tragseilen zwischen den Bergrücken Puntang und Halimun gespannt wurden. Ein im Boden des dazwischenliegenden Tals, etwa 350 m unterhalb der Antennendrähte, ausgelegtes Erdnetz, diente als Reflektor für die Antennenanlage.
Zweck von Radio Malabar war es, eine Funkkommunikation zwischen den rund 12.000 km entfernten Niederlanden und Niederländisch-Ostindien zu etablieren. Als Gegenstation diente Radio Kootwijk bei Apeldoorn im Herzen der Niederlande. Kurz zuvor, noch während des Ersten Weltkriegs, bestand der einzige Kommunikationskanal nach Europa aus einem Seekabel, das durch den Golf von Aden verlief und von den Briten kontrolliert wurde. Im Gegensatz zum Vereinigten Königreich waren die Niederlande im Ersten Weltkrieg neutral und sorgten sich um eigene, unabhängige Nachrichtenverbindungen zwischen Europa und Ostindien. Deshalb errichteten sie zusätzlich zu Radio Malabar noch Funkrelaisstationen unter anderem auf Sumatra und Sri Lanka.
Nach dem Zweiten Weltkrieg und der Besetzung durch die Japaner von 1941 bis 1945 zerstörten republikanische Kämpfer während des Indonesischen Unabhängigkeitskriegs (1945–1949) die Station Radio Malabar. So genial, schön und erhaltenswert die Funkverbindung aus niederländischer Sicht auch war, die indonesische Befreiungsbewegung betrachtete sie als Symbol der Kolonialherrschaft. Im Jahr 1993 berichtete Haij Entang Muchtar, einer der damals beteiligten Kämpfer, in einem Interview für das Monatsmagazin des indonesischen Telekommunikationsunternehmens PTT Telcom, wie er und drei Mitkämpfer am 24. Juli 1947 den Sender mithilfe von Dynamit gesprengt hatten. Nachdem sich die Station seit der Unabhängigkeitserklärung vom 17. August 1945 fest in indonesischer Hand befand, erschien eine Zerstörung zwar nicht sehr logisch oder dringend erforderlich; dies geschah dennoch, um die Rückkehr der Kolonialherren zu verhindern. Der Radiosender, mit dem die Niederländer den Kontakt zu ihrer Heimatbasis unterhielten, musste zwingend verschwinden.
Heute (2024) sind noch Fundamente und Mauerreste zu sehen, beispielsweise von der Antennenanlage, sowie das markante dreieckförmige Bassin vor dem ehemaligen Hauptgebäude, das allerdings nun trocken liegt.